# Dynamo Winnica
Dynamo Winnica (ukr. Футбольний клуб «Динамо» Вінниця, Futbolnyj Kłub "Dynamo" Winnycia) – ukraiński klub piłkarski z siedzibą w Winnicy.

## Historia
Chronologia nazw:
- ???—...: Dynamo Winnica (ukr. «Динамо» Вінниця)

Piłkarska drużyna Dynamo została założona w mieście Winnica.
W 1938 występował w rozgrywkach Pucharu ZSRR.
Na początku 1940 roku Decyzją Rady Centralnej Towarzystwa "Dynamo" zespoły Dynama zostały zdjęte z rozgrywek Mistrzostw ZSRR.

## Inne
- Nywa Winnica